# إسماعيل باشا العظمة
إسماعيل باشا العظمة (توفي سنة 1795م / 1210هـ) بن محمد بك بن حمدان بن حسين بن موسى بن محمد بن حسن بك آل العظمة، كان قائدًا عسكريًا خلال العصر العثماني.

### سيرته
- كان من أبرز أعيان دمشق. برز بعد دخول أسرة العظم السلطة في البلاد، حيث شغل مناصب هامة وعرف بمكانته بين النخبة الدمشقية.
- يقول د. الصواف: أحد الأعيان، برز بعد خمول أسرة العظمة عقب نزاعها مع الملقي الجوخدار، تقلت في مناصب الدولة حتى صار نائب إيالة الشام.
- تقول المستشرقة ليندا شيلشر عن النكبة التي أصابت آل العظمة: فقد الأغوات من آل التركماني سطوتهم فجأة عام 1746 حينما قمعهم أسعد باشا العظم لتعاونهم مع فتحي الفلاقنسي، فتم إعدام خمسة منهم، ولم يظهر أي من رجال هذا البيت في الحياة العامة في دمشق لعدة أجيال. لكن الأسرة حافظت على وجودها واشتهرت باسم آل العظمة.
- المقصود هو فتحي أفندي ابن القلانسي الدفتري، وقد ذكر قصة نزاع الوالي مع العسكر الدالاتية أحمد البديري في حوادث دمشق اليومية في سنة سنة 1158هـ قتل من عائلة العظمة خمسة رجال: حمزة بيك ومحمد آغا وحسن آغا وخليل آغا. وقال أن حمزة بيك كان خيرا وقد قتل بالغلط.
- أشهر أولاده: إبراهيم بك.